# Cneo Sencio Saturnino (cónsul 41)
Cneo o Gneo Sencio Saturnino  fue un político romano del siglo I.

## Biografía
Saturnino fue cónsul en el año 41 junto al emperador Calígula. Cuando este fue asesinado ese mismo año, pronunció un discurso en el senado pidiendo la devolución de la libertad e instando a sus compañeros senadores para preservarla. Su anillo, que tenía grabada la imagen de Calígula, fue cogido y destruido por otro senador, Trebelio Máximo. Cuando Claudio fue nombrado emperador, él y un senador amigo suyo, llamado Pomponio Segundo, se prepararon a oponerse al nuevo monarca, por la fuerza si era necesario y así restablecer el poder del senado. El ejército apoyaba a Claudio y estaba preparado también para oponerse a los senadores rebeldes, pero, en una reunión que tuvo con ellos, ganó a muchos para su causa. Eutropio menciona a Sencio Saturnino como uno de los comandantes que participaron en la conquista romana de Britania.